# Paragneis

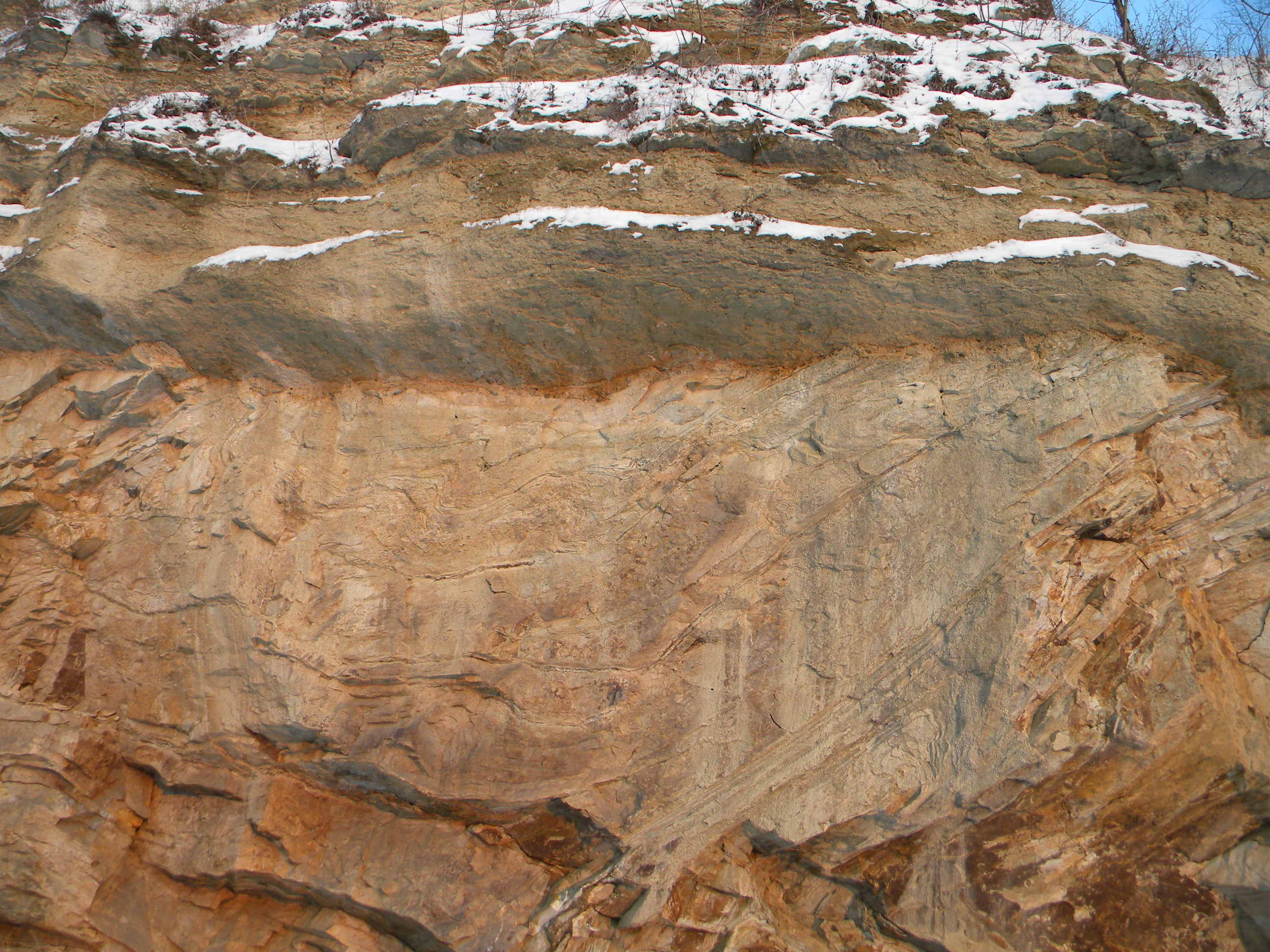
Paragneis des Kutná-Hora-Kristallins (Böhmische Masse), winkeldiskordant überlagert von kreidezeitlichen Sandsteinen, Kutná Hora, Tschechien.

Ein Paragneis ist ein metamorphes Gestein mit Gneisstruktur, dessen Ausgangsgestein (Protolith) ein siliziklastisches Sedimentgestein ist. Paragneise sind Quarz, Feldspat und Glimmer-reiche Gesteine, die Kyanit (= Disthen), Staurolith, Granat und andere Minerale als Untergemengteile enthalten können. Im Gegensatz zu Paragneisen sind Orthogneise aus Magmatiten entstanden.

## Etymologie
Die Bezeichnung Paragneis ist ein Kompositum aus der griechischen Vorsilbe παρα- (para-) mit der Bedeutung Mit-, Neben-, Außer- oder Über- und dem Gesteinsnamen Gneis.

## Ausgangsgesteine
Paragneise entstammen gewöhnlich terrigenen, detritischen, oft nur wenig entwickelten Sedimenten bzw. Sedimentgesteinen. Dies können Arkosen sein oder aber Grauwacken und Pelite, die beiden zuletztgenannten oft als Bestandteile von Flysch oder flyschoiden Abfolgen, die in marinem Milieu, auf dem Schelf und am Kontinentalhang, abgesetzt wurden. Reine Quarzsandsteine oder Tonsteine, d. h. Sedimente mit hohem Reifegrad, wandeln sich unter entsprechenden Bedingungen nicht in Gneis, sondern in Quarzit bzw. Tonschiefer, Phyllit bis Glimmerschiefer um.

## Verbreitung

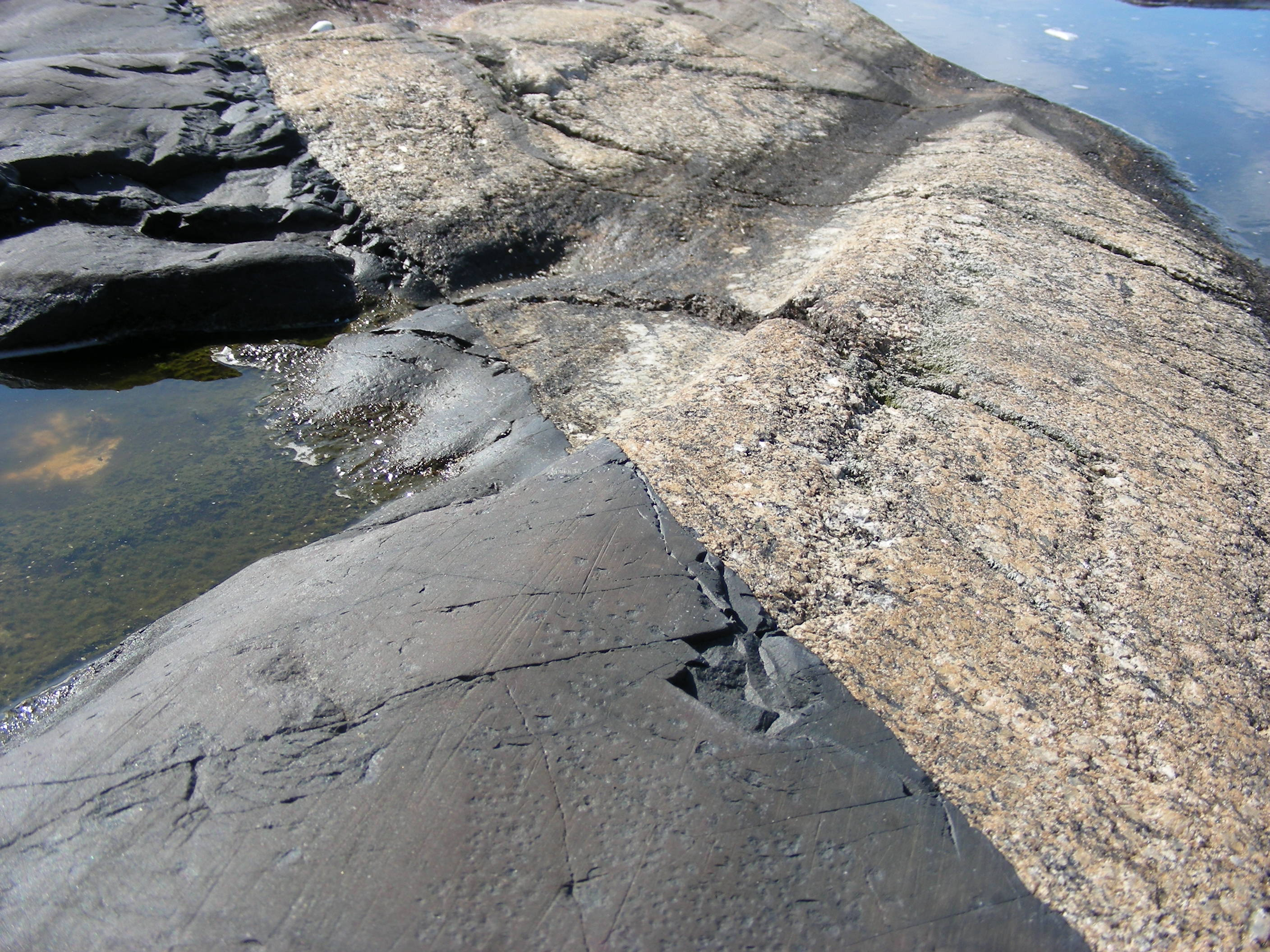
Kontakt zwischen einem Paragneis (oben rechts) und einem Doleritgang (unten links), Svekonorwegiden des Baltischen Schildes (Koster-Inseln, Südwest-Schweden).

Paragneise kommen weltweit in mittel- bis hochgradig metamorphen Grundgebirgskomplexen vor. So sind sie in bestimmten Zonen des variszischen Grundgebirges sehr häufig anzutreffen innerhalb derer sie beispielsweise in der Böhmischen Masse, im Schwarzwald, den Vogesen oder im französischen Zentralmassiv zutage treten. Auch in metamorphen Komplexen der Alpen kommen sie vor, beispielsweise in der Dent-Blanche-Sesia-Decke, die unter anderem den Gipfelbereich des Matterhorns und des Dent Blanche bildet.

## Ausbildung

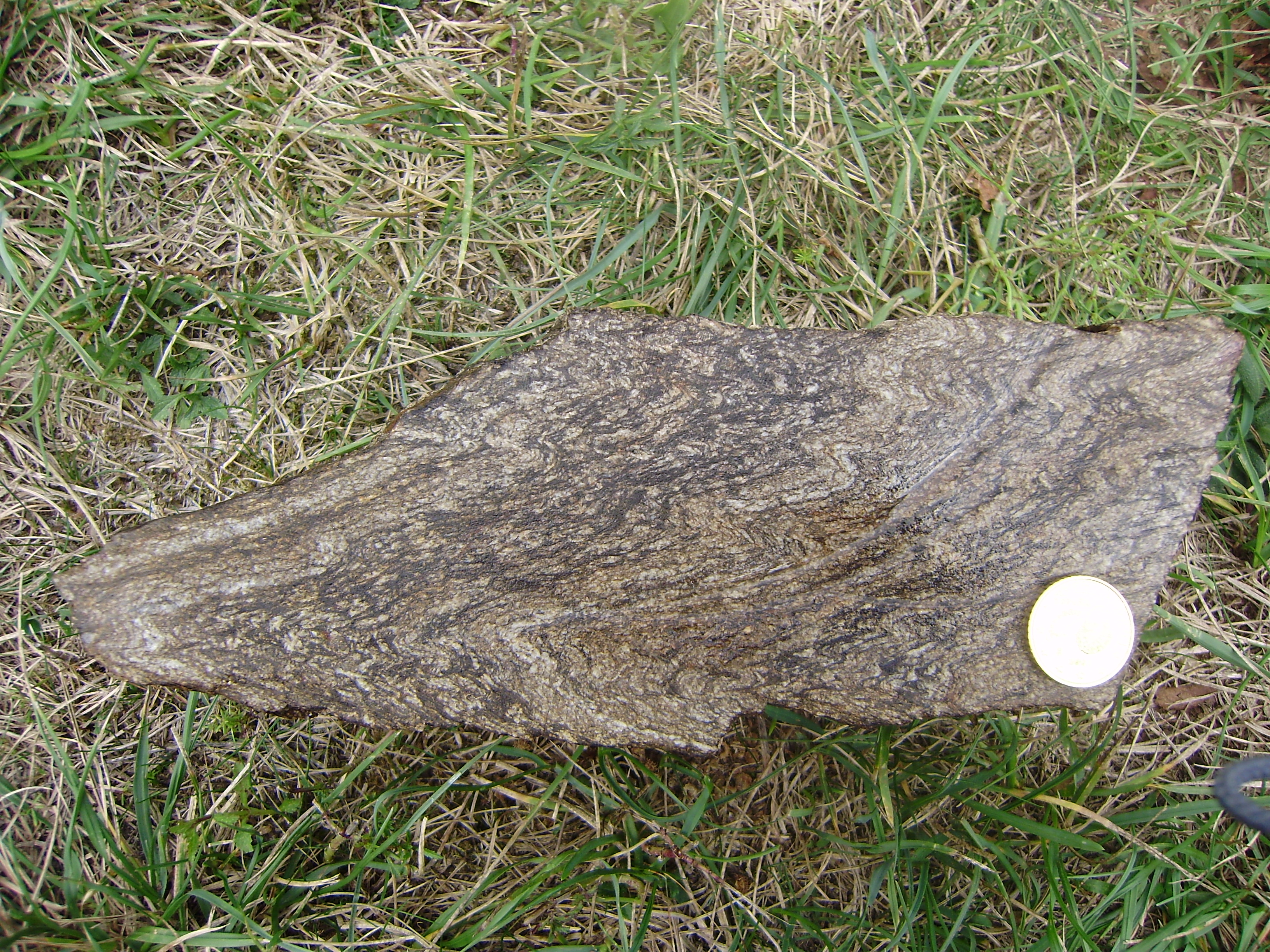
Eng gefalteter Paragneis aus dem französischen Zentralmassiv, arvernischer Bereich bei Nontron. Das Gestein zeigt eine deutliche parasitäre Kleinfältelung.

Wie auch Orthogneise sind Paragneise massige und harte kristalline Gesteine, die sich durch eine charakteristische granoblastische oder granolepidoblastische Lagentextur auszeichnen (Foliation). Diese Lagentextur ist im Normalfall eine rhythmische Wechsellagerung von hellen quarz-feldspatreichen Lagen und dunklen glimmerreichen Lagen. Das besondere an Paragneisen ist, dass in der Lagentextur die ursprüngliche Schichtung der Ausgangsgesteine erhalten sein kann. So machen sich in „vergneisten“ Grauwacken-Tonsteinfolgen die Grauwackenbänke als ausgesprochen massige Zwischenlagen mit granitartigem Aussehen bemerkbar.

## Zusammensetzung

### Mineralbestand
Essentielle Minerale in Paragneisen sind Quarz und Feldspäte (Alkalifeldspat und Plagioklas, gewöhnlich Oligoklas oder Andesin), die meist zusammen auftreten und die oben bereits erwähnten Quarz-Feldspatlagen aufbauen. Hinzu kommen Biotit, Muskovit und Amphibole in den dunklen glimmerreichen Lagen. Da Paragneise von einer Regionalmetamorphose erfasst wurden, führen sie auch meist typische Metamorphoseminerale wie beispielsweise Sillimanit (Fibrolith), Andalusit, Disthen, Cordierit, Staurolith oder Granat (Almandin und Spessartin). Als Akzessorien enthalten sie meist Apatit, Titanit, Allanit, Epidot, Turmalin und Zirkon sowie opake Erzminerale wie z. B. Ilmenit.

### Chemismus
Bedingt durch das breite Spektrum an Protolithen ist die chemische Zusammensetzung sehr variabel und großen Schwankungen unterworfen. So kann sich der SiO2-Gehalt zwischen 57 und 80 % bewegen. Der Al2O3-Gehalt variiert zwischen 11 und 18 %.
Die folgende Tabelle listet die chemische Zusammensetzung von Paragneisen am Beispiel jeweils zweier Gneiseiheiten aus dem Südschwarzwald (jeweils Metagrauwacken; aus Wimmenauer, 1985) und dem Zentralmassiv (Bas Limousin mit 11 und Untere Gneiseinheit mit 7 Proben):
| Oxid Gew. % | Ibach Südschwarzwald | Murgtal Südschwarzwald | Bas Limousin Zentralmassiv | Untere Gneiseinheit Zentralmassiv |
| ----------- | -------------------- | ---------------------- | -------------------------- | --------------------------------- |
| SiO2        | 66,04                | 77,18                  | 68,10                      | 75,16                             |
| TiO2        | 0,75                 | 0,56                   | 0,65                       | 0,13                              |
| Al2O3       | 15,35                | 11,68                  | 15,15                      | 13,65                             |
| Fe2O3       | 1,53                 | 0,24                   | 1,61                       | 0,51                              |
| FeO         | 4,34                 | 2,26                   | 3,45                       | 1,02                              |
| MnO         | 0,09                 | 0,05                   | 0,08                       | 0,12                              |
| MgO         | 1,94                 | 1,01                   | 2,08                       | 0,43                              |
| CaO         | 1,73                 | 1,61                   | 1,43                       | 0,51                              |
| Na2O        | 3,51                 | 3,42                   | 2,89                       | 2,56                              |
| K2O         | 2,22                 | 1,18                   | 2,93                       | 4,40                              |
| P2O5        | 0,12                 | 0,18                   | 0,17                       |                                   |
| H2O+        | 2,37                 | 0,71                   | 1,52                       | 1,40                              |
| Na + K      | 5,73                 | 4,60                   | 5,82                       | 6,96                              |

## Metamorphe Fazies und Anatexis

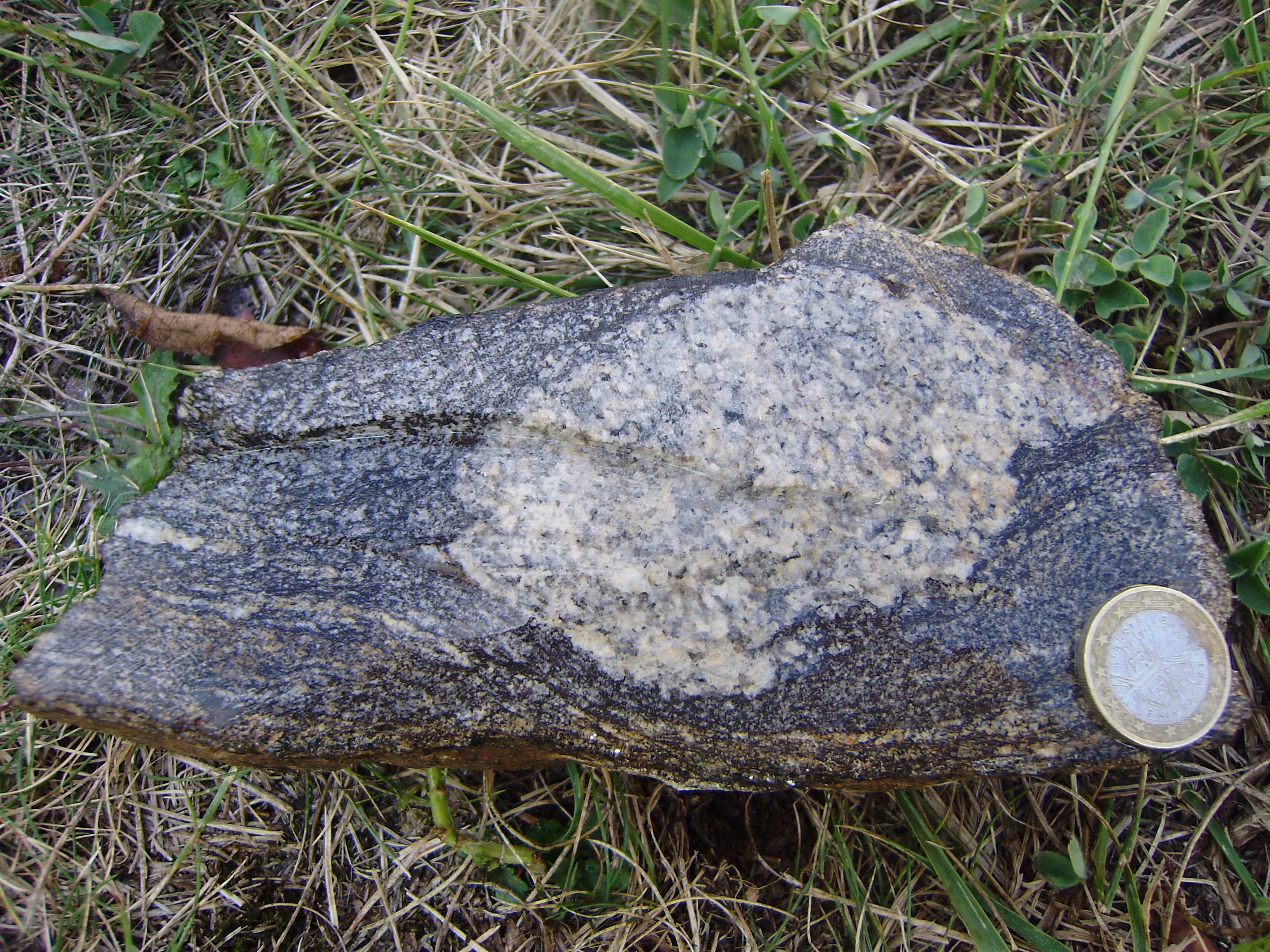
Anatektische, quarz-feldspatreiche Linse im plagioklasreichen Paragneis von Nontron. Ihre räumliche Anordnung deutet auf dextralen Schersinn

Werden Sedimente bzw. die daraus hervorgegangenen Sedimentgesteine tief in die Erdkruste versenkt, beispielsweise durch Subduktion oder im Zuge der Kollision zweier Kontinentalblöcke, werden sie infolge des hohen Druckes und der hohen Temperaturen in diesen Tiefen umgewandelt (Regionalmetamorphose). Im Fall der Paragneise (wie bei Gneisen generell) erfolgt die Umwandlung unter den mittel- bis hochgradigen („mesozonal“ bis „katazonal“) Druck-Temperaturbedingenen der Amphibolitfazies.
Bisweilen werden bei der Metamorphose Druck-Temperaturbedingungen durchlaufen, unter denen es zur partiellen Aufschmelzung (Anatexis) des Gesteins kommt. Die Gneise zeigen dann migmatitische Absonderungen granitoider Zusammensetzung (quarz- und feldspathaltige, mit der Lagentextur konkordante Bänder und Linsen, aber auch diskordante Gänge und größere granitoide Enklaven). Bei einer sehr engen Assoziation mit Granitoiden, die eine ähnliche geochemische Signatur (Spurenelemente, Isotopenverteilung) aufweisen, darf auf eine direkte genetische Beziehung dieser Granitoide zu den Paragneisen geschlossen werden. Es ist anzunehmen, dass die Paragneise in diesen Fällen die Granitoide unter partiellem Aufschmelzen abgesondert haben. Eine solche Assoziation findet sich beispielsweise in der Oberen Gneiseinheit des Livradois (Zentralmassiv).

## Natursteinsorten

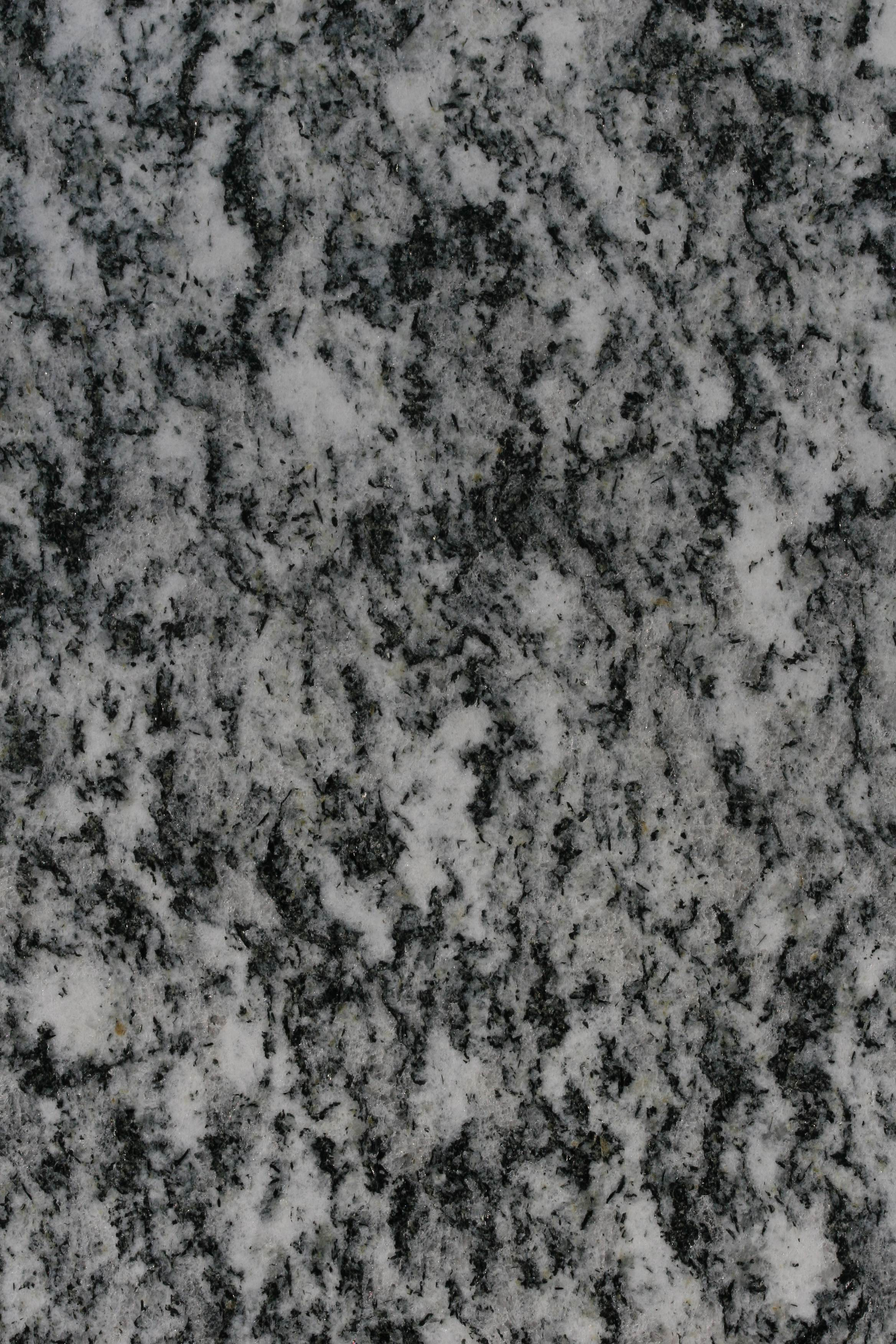
Poliertes Muster des Serizzo Antigorio, ca. 24 × 15 cm

Als Paragneise gelten unter anderem die folgenden Sorten:
- Serizzo Antigorio (Italien, Region Piemont, Valle Antigorio)[3]
- Calanca (Schweiz, Kanton Tessin, Calanca-Tal)[4]
- Viscount White (Indien, Tamil Nadu, Tiruchirapalli)[5]
- Silver Cloud (USA, Georgia, Atlanta)[6]